# Калин Врачански
Калин Петков Врачански е български актьор.

## Биография
Роден е в град Червен бряг на 9 юни 1981 г. Израснал е в град Роман, област Враца, има брат и сестра. Тренирал е таекуондо.
В гимназията в Роман завършва специалност „Банково дело“. През 2002 г. завършва в НАТФИЗ „Кръстьо Сарафов“ специалност „Актьорско майсторство“. След завършване на висшето си образование служи в БА 6 месеца.
След 2008 г. играе на сцената на Театър „София“. Става по-известен с ролята си на Камен в българския сериал „Стъклен дом“. Също така може да се види и на сцената на Театър 199 в постановките „Гарванът“ от Калина Попянева и „Госпожица Юлия“ от Аугуст Стриндберг.
Няколко години е гласът на Fox Life от стартирането му в България през 2005 г., а от 2012 г. е гласът на Fox.
През пролетта на 2016 г. побеждава в шоуто за имитации Като две капки вода по Нова ТВ.

## Филмография
- Патриархат (7-сер. тв, 2005)
- Забранена любов (2009) – Боян
- Още нещо за любовта (2010) – д-р Иван Руменов
- Стъклен дом (2010 – 2012) – Камен Касабов
- Дървото на живота (2013) – (24 серии) – Франц Винербергер (геолог)
- Вила Роза (2013) – Васил Кирилов
- Бензин (2017) – малкият Радо
- Smart Коледа (2018) – елфът Работливко
- Господин X и морето (2019) – Деян/Симеон Христов
- Братя (2020 – 2022 ) – Борис Донков

## Дублаж
Филми
- „Рапунцел и разбойникът“ (2010) – Флин Райдър
- „Мегаум“ (2010) – Метро Мен
- „Щъркели“ (2016) – Джуниър

Сериали
- „Герои: 108“
- „Нинджаго: Майстори на Спинджицу“ – Кай (сезони 1 – 5)